# Криворізький обласний фаховий музичний коледж
Криворі́зький обласний фаховий музичний коледж — вищий навчальний заклад II рівня акредитації в Кривому Розі.

## Історія
Початок музичної освіти в Кривому Розі йде із другої половини 1920-х років, з приватної студії по класу фортепіано. 1932 року студія перейшла до відомства профспілки працівників мистецтва. У квітні 1936 року на базі музичної студії було відкрито першу в місті дитячу музичну школу відділу народної освіти Криворізького міськвиконкому.
З 1944 року, після визволення міста від окупантів. музична школа відновила свою роботу. Були відкриті філії школи на рудниках ім. Дзержинського, Жовтневому, ім. Кірова, ім. К. Лібкнехта.
У 1954—1956 роках, за допомогою Ромасенка Миколи Івановича (на той момент — директора музичної школи № 1) було збудовано триповерхову споруду будинку музики.
В 1959 році, з ініціативи Ромасенка М. І. на базі музичної школи № 1 було відкрито філіал Дніпропетровського музичного училища. Першим директором став Ромасенко Микола Іванович. А в 1961 році з'явилось Криворізьке міське музичне училище (наказ Міністра культури Української РСР № 138 від 28.04.61. «Про відкриття музичного училища в м. Кривому Розі»). На честь 90-річчя Миколи Івановича Ромасенка, в 2013 році, на стіні музичного коледжу встановили меморіальну дошку.

## Викладачі училища
- Суханова Лариса Федорівна — хормейстер
- Красильнікова Людмила Володимирівна  - хормейстер
- Заволгін Віктор Олександрович  - хормейстер
- Шильман Юрій Абрамович — викладач класу альта, скрипки; диригент камерного оркестру коледжу
- Зайцева Ельвіра Петрівна — викладач класу віолончелі
- Чернійчук Наталя Мефодіївна — викладач класу скрипки; диригент симфонічного оркестру коледжу; завідувач відділу струнио-оркестрових інструментів
- Кавіцька Тетяна Миколаївна — викладач класу скрипки
- Ільїн Дмитро Миколайович — викладач класу баяну; диригент народного оркестру коледжу